# L'Anse aux Meadows
L'Anse aux Meadows' (z francouzštiny L'Anse-aux-Méduses, do češtiny lze přeložit jako Zátoka medúz) je lokalita na nejsevernějším cípu ostrova Newfoundland, na níž manželé Helge a Anne Ingstadovi nalezli v roce 1960 pozůstatky vikingského osídlení, které zde krátkodobě existovalo okolo roku 1000. Jedná se o jedinou jednoznačně doloženou vikingskou osadu v Americe. Předpokládá se, že by se mohlo jednat o legendární Vinland Leifa Erikssona.
Místo od roku 1978 na Seznamu světového dědictví UNESCO. Byla zde znovu vybudována malá osada po vzoru původního osídlení, která je nyní populární turistickou atrakcí.